# ER7型电力动车组
ER7型电力动车组（俄語：Электропо́езд ЭР7）是苏联铁路的电力动车组车型之一，也是苏联第一种交流电力动车组，适用于供电制式为25千伏工频单相交流电的电气化铁路，由位于拉脱维亚的里加车辆制造厂设计制造，虽然未投入批量生产，但为后来的ER9型电力动车组奠定了基础。

## 发展历史
1950年代中期，苏联开始研制适用于交流电气化铁路的市郊通勤电力动车组。1961年初，首列ER7型电力动车组在里加车辆制造厂出厂，里加车辆制造厂负责制造动车和列车总组装，加里宁车辆制造厂负责制造拖车，牵引电动机和其他电气设备则由里加电机制造厂提供，而列车的核心部件牵引变压器和引燃管整流器则分别由莫斯科变压器制造厂和全苏列宁电工技术研究院提供。1961年4月至5月，ER7-01号列车在全苏铁道运输科学研究院的环形铁道进行了性能试验，但在试验过程中发现引燃管整流器可靠性不甚理想。为此，苏联交通部中央运输工程科学研究院决定采用硅整流器取代性能落后的引燃管整流器；至1963年，ER7-01号列车完成改装硅整流器，并改称ER7K型电力动车组。1972年，ER7型电力动车组停运报废。

## 技术特点
ER7型电力动车组是在ER1型直流电力动车组的基础上改进发展而成的交流电力动车组，采用动力分散方式，其标准编组为“五动五拖”的10辆编组，由2辆带司机室的头部控制拖车、3辆中间拖车、5辆动车组成，每“一动一拖”组成一个电气独立单元，司机可在任一司机室对全列车进行操纵。车体采用低合金钢整体承载式焊接结构，车体长度为19,600毫米，车体宽度为3,480毫米；控制拖车自重37.9吨、中间动车自重60.75吨、中间拖车自重32.2吨。车厢两端各设有一对供旅客出入的侧门，车门采用电控气动滑动式车门，其高度只适用于高站台。
列车采用交—直流电传动，每辆动车的车顶装有一台受电弓和空气断路器，车底下装有一台ОЦР1000/25型牵引变压器和一台水银整流器。接触网导线上的25千伏单相工频交流电电流，经受电弓、主断路器引入列车后，经过高压电缆进入车底的牵引变压器，经过变压器次边绕组降压后进入整流装置，将交流电转换成电压可调的直流电，然后向四台牵引电动机供电。
牵引变压器为壳式油冷单相变压器，额定容量为973千伏安，设有牵引绕组（773千伏安）、辅助绕组（100千伏安，220伏）和供暖绕组（100千伏安，600伏），列车采用变压器高压侧调压，变压器原边绕组设有七级抽头，以实现牵引电动机的调压调速控制。每台整流器由四个ИС-200/5型引燃管组成，整流器额定输出电压为1650伏，最大反向电压为5000伏，平均电流为200安倍。牵引电动机为РТ-51Г型四极串励直流电动机，小时功率为200千瓦，牵引电动机采用架悬式全悬挂安装方式，将牵引电机整个悬挂在转向架构架上。